# Drum Show
Drum Show è un singolo del duo musicale statunitense Twenty One Pilots, il secondo estratto dall'ottavo album in studio Breach, pubblicato il 18 agosto 2025.

## Descrizione
La pubblicazione del singolo viene anticipata, quattro giorni prima, da un breve video pubblicato sui principali canali social del gruppo. Dalle marcate sonorità rock, il brano è il primo ove il batterista Josh Dun canta come solista, e più precisamente nel bridge e nell'outro.

## Video musicale
Il video ufficiale del brano è stato diretto da Mark C. Eshleman.

## Tracce
Testi e musiche di Tyler Joseph.
1. Drum Show – 3:24

## Formazione
Gruppo
- Tyler Joseph – voce, pianoforte, tastiera, basso, chitarra, produzione
- Josh Dun – batteria, voce

Altro personale
- Paul Meany – produzione